# Jores Okore
Jores Okore, né le 11 août 1992 à Abidjan (Côte d'Ivoire) est un footballeur international danois qui évolue au poste de défenseur à Aalborg.

## Biographie
Jores est un footballeur danois d'origine ivoirienne né le 11 août 1992. C'est un des jeunes les plus doués de sa génération au poste de défenseur central. Né à Abidjan, il a commencé sa carrière aux antipodes de ce pays, au Danemark dans le club de Nordsjaelland. Il participa aussi à la Ligue des champions avec cette même équipe au cours de l'édition 2012-2013 où il s'illustra notamment contre Chelsea. Depuis le 13 juin 2013 c'est un joueur d'Aston Villa.

## Palmarès
- FC Nordsjælland
  - Champion du Danemark en 2012.
  - Vainqueur de la Coupe du Danemark en 2011.

- FC Copenhague
  - Champion du Danemark en 2017
  - Vainqueur de la Coupe du Danemark (1) : 2017

## Statistiques
| Saison    | Club            | Pays           | Championnat        | Coupes nationales | Coupe d'Europe | Danemark |
| --------- | --------------- | -------------- | ------------------ | ----------------- | -------------- | -------- |
| 2009-2010 | FC Nordsjælland | SAS Ligaen     | -                  | 1 match           | -              | -        |
| 2010-2011 | FC Nordsjælland | SAS Ligaen     | 11 matchs          | 4 matchs          | -              | -        |
| 2011-2012 | FC Nordsjælland | SAS Ligaen     | 25 matchs / 1 but  | 2 matchs          | 2 matchs (C3)  | 3 matchs |
| 2012-2013 | FC Nordsjælland | SAS Ligaen     | 29 matchs / 4 buts | -                 | 5 matchs (C1)  | 6 matchs |
| 2013-2014 | Aston Villa     | Premier League | 3 matchs           | 1 match           | -              | -        |
| 2014-2015 | Aston Villa     | Premier League | 23 matchs / 1 but  | 5 matchs          | -              | 1 match  |
| 2015-2016 | Aston Villa     | Premier League | 12 matchs          | 2 matchs          | -              | -        |
| 2016-2017 | Aston Villa     | Premier League | -                  | 1 match           | -              | -        |
| 2016-2017 | FC Copenhague   | SAS Ligaen     | -                  | -                 | -              | -        |

Dernière mise à jour le 27 août 2016